# Glossar Kosaken
Dies ist ein Glossar zum Themenbereich Kosaken. 

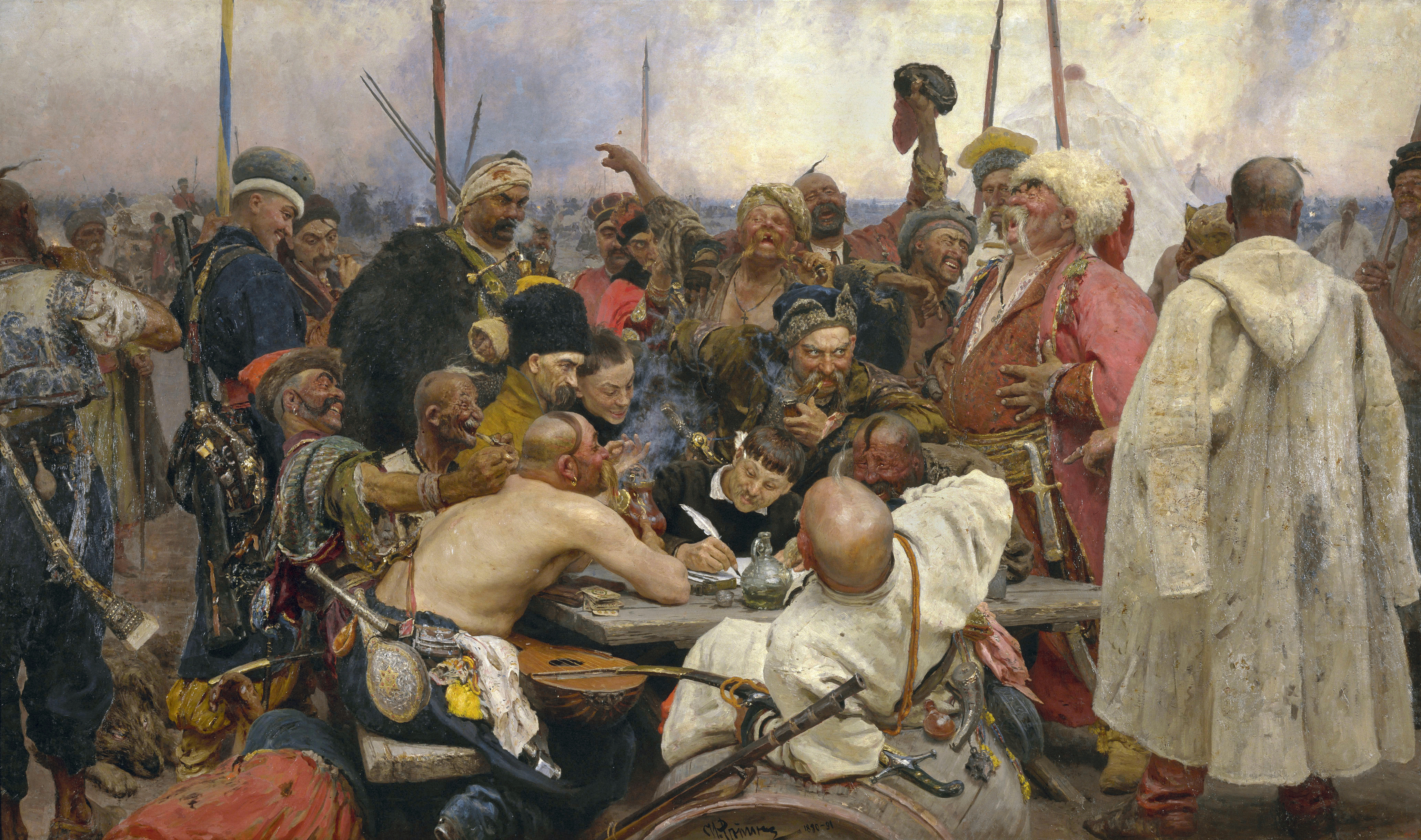
Die Saporoger Kosaken schreiben dem türkischen Sultan einen Brief (Gemälde von Ilja Repin)

## Kurzeinführung
Das im ständigen Aufbau befindliche Glossar erhebt keinen Anspruch auf Aktualität oder Vollständigkeit, einen Schwerpunkt bilden Sachbegriffe. Eine Einheitlichkeit in der Transkription/Transliteration aus verschiedenen Sprachen wie dem Russischen und Ukrainischen, Polnischen, Litauischen, Belarussischen, Türkischen usw. ist nicht angestrebt, eine (weitgehend diakritikafreie) deutsche Schreibung der Begriffe wurde in diesem Glossar bevorzugt (z. B. „Buntschuk“, statt: „Bunčuk“ oder „Bunchuk“), in Fällen weit auseinanderliegender Schreibungen (insbesondere am Wortanfang) wird an entsprechenden Stellen ein Verweis angegeben (z. B. „Esaul, siehe Jessaul“). Zur Etymologie der Begriffe siehe unter den einzelnen (verlinkten) Hauptartikeln. 

Wappen des Kosakenhetmanates –
ein Kosak mit Muskete

Seiner Übersicht zur teils verwickelten kosakischen Terminologie stellte der ukrainisch-US-amerikanische Historiker George Gajecky in der historischen Zeitschrift Ukrajinskyj istoryk den nach wie vor gültigen Satz voran: 

„Terminological problems bedevil all scholars of Eastern Europe.“

## Glossar
- Ataman - ein gewählter Anführer der Kosaken.

- Baschlik - runde Filzhaube mit zwei langen Zipfeln. War bei den Kosaken und im Kaukasus beliebt. Die Prototypen des Baschlik sind auf dem Dekor skythischer Vasen zu sehen.

- Bulawa - ein Streitkolben, der ursprünglich als Waffe verwendet wurde und später zum Symbol der Autorität des Atamanen wurde.

- Buntschuk - eine Standarte, die bei den Turkvölkern in Gebrauch war. Der Buntschuk bestand aus einem Stab mit einer horizontalen Stange an der Spitze, die mit Rossschweifen verziert war. Die Dnjepr-Kosaken übernahmen ihn als Symbol für die Autorität des Kosch-Atamans oder Hetmans.

- Buntschuschni - der Fahnenträger (siehe Buntschuk), einer der höchsten Beamten in der Kosakenhierarchie.

- Burka - ein bei den Völkern des Kaukasus und bei den Kosaken beliebter Regenmantel aus Filz. Die Burka war Teil der Uniform der kosakischen Kavallerie in der zweiten Hälfte des 19. und zu Beginn des 20. Jahrhunderts.

- Chorunschi - ein kosakischer Offiziersdienstgrad (Unterleutnant)

- Esaul, siehe Jessaul

- Jessaul - ein kosakischer Offiziersrang, der dem des Hauptmanns in der Infanterie entspricht (vom turksprachigen Wort „yasaul“ - „Kopf“, „Chef“)

- Jurt - Land, das zur Kosaken-Staniza gehörte.

- Kosch - ein großer Kosakenverband (eine Kosaken-Gemeinschaft und gleichzeitig eine militärische Einheit und ein ihr untergeordneter Hof in einem bestimmten Gebiet), an dessen Spitze in der Regel ein Kosch-Ataman steht (vom turksprachigen Wort für "Lager" oder "eine Reihe von Jurten").

- Khorunzhiy, siehe Chorunschi

- Kuren - eine Gruppe von Staniza oder manchmal Kosaken (turksprachiges Lehnwort).

- Pernatsch - ein Streitkolben, der von den Heerführern der Atamanen als Symbol der Autorität verwendet wurde. Ursprünglich war es eine Waffe, später wurde es zu einer Insigne der Macht.

- Pissar - ein hoher Beamter, der für die Verwaltung der Korrespondenz des Atamans, die Vorbereitung der Dekrete und viele andere vom Ataman übertragene Aufgaben zuständig ist.

- Polk - Regiment.

- Polkownik - Oberst, Kommandeur eines Regiments.

- Rejestr - die Dnjepr-Kosaken, die für den Dienst an der polnischen Krone registriert waren. Die registrierten Kosaken hatten einen ähnlichen Status wie die polnischen Adligen.

- Sotnik - Hauptmann einer Kompanie (von sotnja - „hundert“)